# (91907) Shiho
(91907) Shiho est un astéroïde de la ceinture principale.

## Description
(91907) Shiho est un astéroïde de la ceinture principale. Il fut découvert le 13 novembre 1999 à Kuma Kogen par Akimasa Nakamura. Il présente une orbite caractérisée par un demi-grand axe de 3,07 UA, une excentricité de 0,23 et une inclinaison de 12,8° par rapport à l'écliptique.

## Compléments